# Ожарув (Люблінське воєводство)
Ожарув (пол. Ożarów) — село в Польщі, у гміні Ясткув Люблінського повіту Люблінського воєводства.
Населення — 600 осіб (2011).
У 1975-1998 роках село належало до Люблінського воєводства.

## Демографія
Демографічна структура станом на 31 березня 2011 року:
|          | Загалом | Допрацездатний вік | Працездатний вік | Постпрацездатний вік |
| -------- | ------- | ------------------ | ---------------- | -------------------- |
| Чоловіки | 282     | 59                 | 198              | 25                   |
| Жінки    | 318     | 50                 | 186              | 82                   |
| Разом    | 600     | 109                | 384              | 107                  |